# Johann von Wagner
Johann rytíř von Wagner (19. dubna 1815 Klokoč – 28. října 1894 Samobor), byl rakouský, respektive rakousko-uherský generál a předlitavský politik, v roce 1870 ministr zeměbrany Předlitavska.

## Biografie
Narodil se v Klokoči v oblasti Slunj v Chorvatsku, kde jeho otec působil jako důstojníků. Vystudoval Tereziánskou vojenskou akademii ve Vídeňském Novém Městě a působil pak na různých postech v rakouské armádě. Během bojů v roce 1848 se zúčastnil vojenských operací v severní Itálii pod velením generála Eduarda Clam-Gallase. Díky svým bojovým zásluhám byl dále povýšen a vyznamenán. Ve vojenské kariéře pokračoval i po potlačení revoluce. V době bojů v severní Itálii roku 1859 byl jmenován vrchním velitelem 11. armády a účastnil se bitvy u Solferina. Roku 1861 byl povýšen do šlechtického stavu. Počátkem 60. let byl jmenován vojenským velitelem chorvatského bána Josipa Jelačiće. V hodnosti generálmajora se účastnil prusko-rakouské války, respektive byl přidělen k rakouským jednotkám v Istrii. Roku 1868 byl povýšen na polního podmaršála a stal se vojenským velitelem Dalmácie. V letech 1868–1869 zároveň působil jako místodržící Dalmácie.
1. února 1870 nastoupil do vlády Leopolda Hasnera na pozici ministra zeměbrany Předlitavska. Portfolio si udržel do 12. dubna 1870. Následně odešel v listopadu 1870 do penze. Žil pak v chorvatském Samoboru, kde roku 1894 zemřel.